# Abdulellah al-Malki
Abdulellah Nawaf al-Malki (arabisch عبد الإله المالكي, DMG ʿAbd al-Ilāh al-Mālikī; * 11. Oktober 1994 in Mekka) ist ein saudi-arabischer Fußballspieler.

## Karriere

### Verein
Er begann seine Karriere in der Jugend von al-Wahda, von deren U23 er zur Saison 2015/16 fest in die erste Mannschaft aufrückte. Zur Spielzeit 2019/20 wechselte er weiter zu al-Ittihad und seit Januar 2022 steht er bei al-Hilal unter Vertrag.

### Nationalmannschaft
Sein erster Einsatz im Trikot der saudi-arabischen Nationalmannschaft war am 10. Oktober 2019 bei einem 3:0-Sieg über Singapur während der Qualifikation für die Weltmeisterschaft 2022. Hier wurde er in der 85. Minute für Abdullah al-Khaibari eingewechselt. Nebst weiteren Qualifikationsspielen wurde er auch noch im Golf Pokal 2019 eingesetzt, wo er im Finale mit seiner Mannschaft Katar unterlag. 